# Satisfy You
Satisfy You è un singolo del rapper statunitense Sean Combs (pubblicato sotto lo pseudonimo di Puff Daddy). È stato prodotto dallo stesso Sean Combs e da Jeffery "J-Dub" Walker, e vi ha partecipato il cantante R&B R. Kelly.

## Descrizione
La base della canzone è analoga a quella di I Got 5 on It dei Luniz (questo brano campiona, a sua volta, Why You Treat Me So Bad del gruppo Club Nouveau).
Satisfy You è uno dei brani di successo dell'artista: ha raggiunto la 2ª posizione nella Billboard Hot 100 e la vetta nella Hot R&B/Hip-Hop Songs e nella Hot Rap Songs. In Regno Unito si è posizionata all'8º posto
Il remix ufficiale del singolo è in collaborazione con Lil' Kim e Mario Winans.

## Video musicale
Il videoclip è stato diretto da Hype Williams. Inizialmente Puff Daddy si trova a una festa in compagnia di R. Kelly, dove conosce una ragazza di cui si innamora perdutamente. Tra i due è subito passione, ma ciò non impedisce al rapper, subito dopo, di tradirla con un'altra. Quando scopre paradossalmente che la sua ragazza ha fatto la stessa cosa, Puff Daddy si scaglia inferocito sul suo amante e intraprende un'accesa lite con la propria ragazza, pur consapevole che è stato lui a tradirla per prima. Proprio per questo, verso la fine del video, i due si riappacificheranno.

## Classifiche
| Classifica (1999-2000)    | Posizione massima |
| ------------------------- | ----------------- |
| Australia                 | 31                |
| Austria                   | 17                |
| Belgio (Fiandre)          | 3                 |
| Belgio (Vallonia)         | 5                 |
| Francia                   | 19                |
| Germania                  | 2                 |
| Paesi Bassi               | 4                 |
| Regno Unito               | 8                 |
| Svezia                    | 38                |
| Svizzera                  | 6                 |
| Stati Uniti               | 2                 |
| Stati Uniti (R&B/Hip-Hop) | 1                 |
| Stati Uniti (Rap)         | 1                 |